# Sediment (geologi)
Sediment kallas material som sjunker ner genom vattnet och samlas på havs- och sjöbottnar. Efter mycket lång tid kan sedimentet omvandlas till sedimentära bergarter som exempelvis kalksten som sedan kan omvandlas till marmor genom högt tryck och höga temperaturer. Sediment består mestadels av slam, grus och lera.
Sediment kan bildas på följande sätt:
- Klastiska sediment bildas genom fysikaliska processer, där rinnande vatten, vågor, vind och glaciärer oftast bidrar till erosion och materialtransport. De klastiska sedimenten består av fasta partiklar som för det mesta kommer från vittrad och eroderad berggrund och kallas då terrigena klastiska sediment. Nästan alla våra mineraljordar tillhör denna grupp. Pyroklastiska sediment eller vulkaniklastiska sediment bildas av fasta partiklar från vulkanutbrott.[3]

- Kemiska sediment skapas när vittringens vattenlösliga joner följer med ytvatten eller grundvattenströmmar. Förändringar i vattnets temperatur, tryck eller kemiska sammansättning gör att mineralämnen fälls ut och kristalliserar som kemiska avlagringar.[4]

- Biogena sediment bildas genom att levande organismer tar upp vattenlösta joner och omvandlar dem till biologiskt material, som skelett, växtfibrer och skal. Då rester av döda växter och djur inte fullständigt bryts ner, kommer det biologiska materialet att avlagras som biogena sediment.[4]

Svämsediment kallas det sediment av material och en varierande andel organiskt material som vattendrag avsätter när de vid högvatten svämmar över.